# Pierre François Antoine Huber

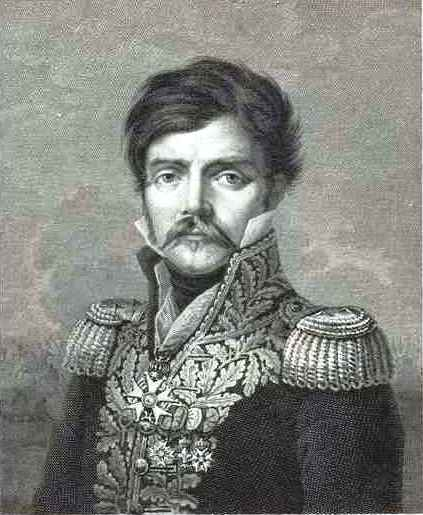
Pierre François Antoine Huber (Stich von Joachim Jan Oortman)

Pierre François Antoine Huber (* 20. Dezember 1775 in Sankt Wendel; † 25. April 1832 in Paris) war ein deutschstämmiger Général de brigade der französischen Armee.
Der als Sohn des mutmaßlichen Hausgewerblers und Hintersassen Franz Anton Huber und seiner Frau Margaretha geb. Hauck in einfachen Verhältnissen geborene spätere Brigadegeneral wurde auf den Namen Peter getauft; die Vornamen seines Vaters (Franz Anton) hat er sich erst später zusätzlich beigelegt.
Huber begann seine militärische Laufbahn am 13. August 1793 als Freiwilliger in der französischen Revolutionsarmee im 1er régiment de chasseurs à cheval. Dieses Regiment war im Dezember 1792 zur Armée de la Moselle abgestellt worden, welche im Frühjahr 1793 eine Division nach St. Wendel vorgeschoben hatte. Er nahm an einer Reihe von Feldzügen und Schlachten teil, so der Schlacht bei Altenkirchen (4. Juni 1796), der Schlacht bei Preußisch Eylau (7.–9. Februar 1807), den Feldzügen in Spanien und Portugal (1810/1811) sowie in Russland (1812). Er wurde mehrfach verwundet, so am 6. August 1796 bei der affaire de Bamberg, bei der er einen Säbelhieb ins Gesicht erhielt, oder auf dem Russlandfeldzug durch einen Büchsenschuss ins linke Schulterblatt.
Huber, der im Jahr 1802 noch als sous-lieutenant erscheint, wurde am 11. März 1813 zum Colonel de chasseurs befördert. Am 15. März 1814 ernannte ihn Napoléon zum Général de brigade und übertrug ihm das Kommando des 1er régiment de chasseurs à cheval.
Nach der Rückkehr Napoléons von Elba gab dieser ihm das Kommando über die „1er brigade de cavalerie“ des 2. Armeekorps Nord. Huber kämpfte auch noch in der Schlacht von Waterloo am 18. Juni 1815, die Napoléons endgültige Niederlage brachte. Nach den napoleonischen Kriegen ernannte man Huber am 16. Juni 1819 zum Generalinspekteur der Kavallerie.
Am 29. Januar 1823 wurde Huber als Maréchal de camp der Armée d’Espagne für die Französische Invasion in Spanien zugeordnet. Am 8. August 1823 wurde ihm seiner erfolgreichen militärischen Operationen in Spanien wegen durch den Herzog von Angoulême, den Bruder des Königs, der Rang eines lieutenant-général verliehen. Am 17. Dezember 1826 zog er sich mit einer Pension von 6000 Francs vom aktiven Dienst zurück, wurde aber im Gefolge der Julirevolution von 1830 am 7. Februar 1831 wieder in den Reservekader des Generalstabs berufen. Er verstarb als seit 1816 naturalisierter Franzose in Paris an der Cholera.
Huber war seit dem 16. August 1801 mit der am 5. Januar 1777 in Bergzabern geborenen Barbe verheiratet, die nach seinem Tod eine Witwenpension in Höhe von 1500 Francs bezog. Aus der Ehe ging ein Sohn namens Antoine Adolphe (1803–1849) hervor, der sich 1841 als Bürgermeister (maire) von Algier in einem Schreiben an König Louis-Philippe I. dafür einsetzte, den Namen seines Vaters am Arc de Triomphe einzugravieren, was 1842 zusammen mit 23 anderen Nachträgen auch geschah.

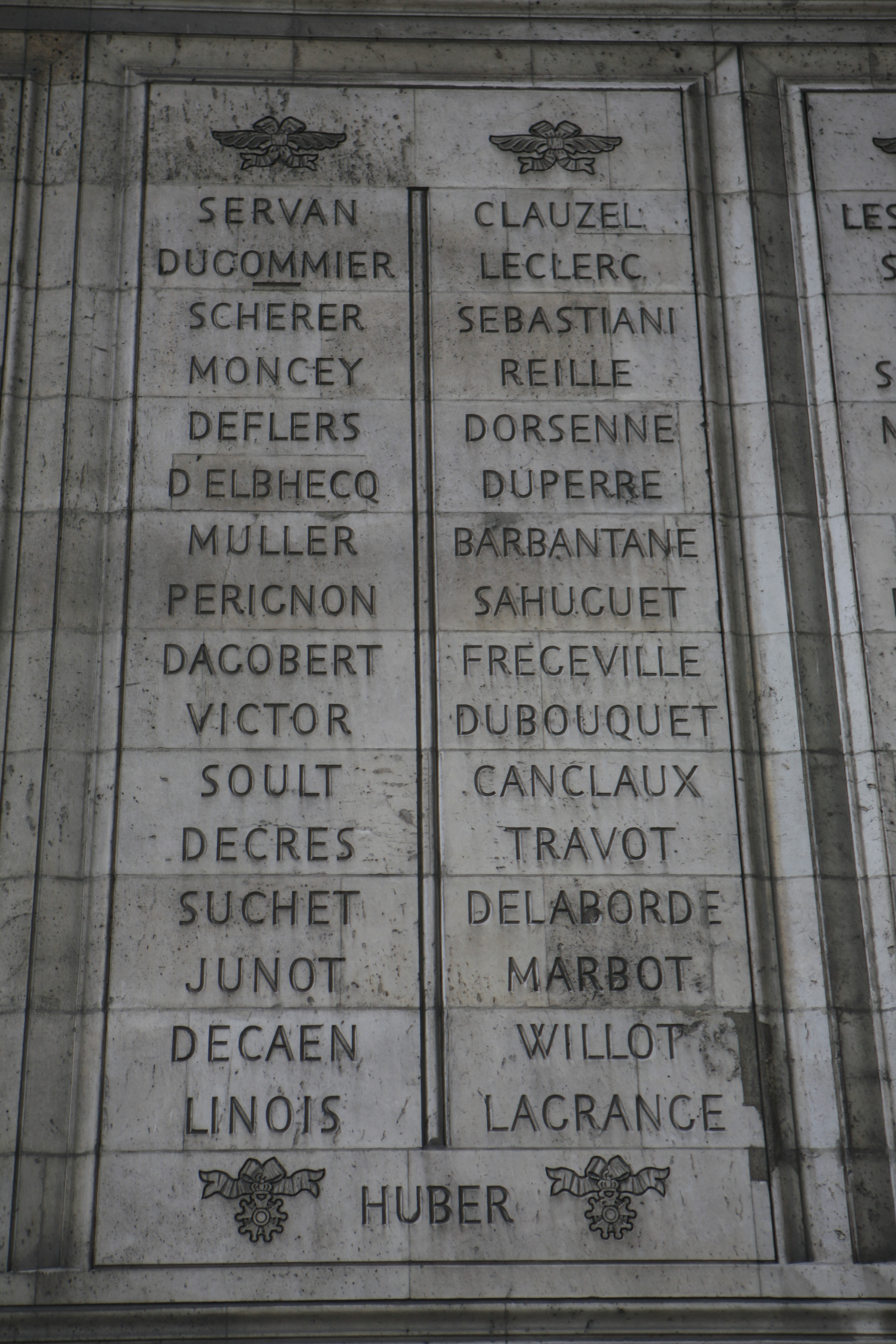
Eintrag Hubers am Arc de Triomphe, Spalte 33/34

## Ehrungen
- 14. Juni 1804: Chevalier der Ehrenlegion
- 1811 (ca.): Officier der Ehrenlegion
- 4. Dezember 1813: Baron de l’Empire[2][11]
- 25. Februar 1814: Commandeur der Ehrenlegion
- 13. Juli 1823: Grand officier der Ehrenlegion
- 23. November 1823: spanischer Ferdinandsorden
- 24. Dezember 1823: Ordre royal et militaire de Saint-Louis
- 1842: Namensgravur am Triumphbogen in Paris in der 33./34. Spalte